# Hemerobius falciger
Hemerobius falciger är en insektsart som först beskrevs av Bo Tjeder 1963.  Hemerobius falciger ingår i släktet Hemerobius och familjen florsländor. Inga underarter finns listade i Catalogue of Life.